# Zhang Rui (Tischtennisspielerin, 1979)
Zhang Rui (chinesisch 張瑞 / 张瑞, Pinyin Zhāng Ruì, Jyutping Zoeng1 Seoi6; * 25. Januar 1979 in Liaoning) ist eine Tischtennisspielerin aus Hongkong chinesischer Herkunft. Mit der Mannschaft wurde sie 2004 und 2006 Vize-Weltmeisterin.

## Erfolge
Die Hongkong-Chinesin nahm insgesamt an sieben Weltmeisterschaften teil, dabei wurde sie mit der Mannschaft in den Jahren 2004 und 2006 Vizeweltmeisterin. 2005 konnte sie beim selben Event mit Tie Yana Bronze gewinnen.
Beim World Cup holte sie (erneut mit dem Team) 2007 und 2009 Bronze. Im Einzel konnte sie etliche Pro Tour-Turniere gewinnen, so unter anderem die Japan-, Swedish- und Brazil Open. 2005 wurde die Auswahl Hongkongs Asienmeister. Bei den Pro Tour Grand Finals konnte sie im Doppel 2003 und 2007 den 3. Platz erringen.
Ende 2009 kündigte Zhang Rui das Ende ihrer internationalen Laufbahn an.

## Turnierergebnisse
Quelle: Tischtennis-Infos.de
| Verband | Veranstaltung         | Jahr | Ort               | Land | Einzel    | Doppel        | Mixed     | Team        |
| ------- | --------------------- | ---- | ----------------- | ---- | --------- | ------------- | --------- | ----------- |
| HKG     | Asienmeisterschaft    | 2005 | Jeju-do           | KOR  |           |               |           | 1           |
| HKG     | Pro Tour Grand Finals | 2003 | Guangzhou         | CHN  | letzte 16 | Halbfinale    |           |             |
| HKG     | Pro Tour Grand Finals | 2004 | Peking            | CHN  | letzte 16 | Viertelfinale |           |             |
| HKG     | Pro Tour Grand Finals | 2005 | Fuzhou            | CHN  | letzte 16 | Viertelfinale |           |             |
| HKG     | Pro Tour Grand Finals | 2006 | Hongkong          | HKG  | letzte 16 | Viertelfinale |           |             |
| HKG     | Pro Tour Grand Finals | 2007 | Peking            | CHN  |           | Halbfinale    |           |             |
| HKG     | World Team Cup        | 2007 | Magdeburg         | GER  |           |               |           | 3           |
| HKG     | World Team Cup        | 2009 | Linz              | AUT  |           |               |           | 3           |
| HKG     | World Cup             | 2010 | Dubai             | VAE  |           |               |           | 5           |
| HKG     | Pro Tour              | 2003 | Rio de Janeiro    | BRA  |           | Gold          |           |             |
| HKG     | Pro Tour              | 2005 | Velenje           | SLO  |           | Gold          |           |             |
| HKG     | Pro Tour              | 2005 | Zagreb            | CRO  |           | Gold          |           |             |
| HKG     | Pro Tour              | 2005 | Santiago de Chile | CHI  |           | Gold          |           |             |
| HKG     | Pro Tour              | 2005 | Fort Lauderdale   | USA  |           | Gold          |           |             |
| HKG     | Pro Tour              | 2005 | Magdeburg         | GER  |           | Gold          |           |             |
| HKG     | Pro Tour              | 2005 | Göteborg          | SWE  |           | Gold          |           |             |
| HKG     | Pro Tour              | 2006 | Jeon-ju           | KOR  |           | Gold          |           |             |
| HKG     | Pro Tour              | 2006 | Yokohama          | JPN  |           | Gold          |           |             |
| HKG     | Pro Tour              | 2007 | Bela Horizonte    | BRA  |           | Gold          |           |             |
| HKG     | Pro Tour              | 2007 | Santiago de Chile | CHI  |           | Gold          |           |             |
| HKG     | Weltmeisterschaft     | 2004 | Doha              | QAT  |           |               |           | 2           |
| HKG     | Weltmeisterschaft     | 2005 | Shanghai          | CHN  | letzte 32 | Halbfinale    | letzte 16 |             |
| HKG     | Weltmeisterschaft     | 2006 | Bremen            | GER  |           |               |           | 2           |
| HKG     | Weltmeisterschaft     | 2007 | Zagreb            | CRO  | letzte 32 | letzte 16     | letzte 16 |             |
| HKG     | Weltmeisterschaft     | 2008 | Guangzhou         | CHN  |           |               |           | 3           |
| HKG     | Weltmeisterschaft     | 2009 | Yokohama          | JPN  | letzte 64 | Viertelfinale | letzte 32 |             |
| HKG     | Weltmeisterschaft     | 2010 | Moskau            | RUS  |           |               |           | 5.–9. Platz |